# Ange Rajaonah
Ange Rajaonah (ur. 11 stycznia 1973) – madagaskarska lekkoatletka specjalizująca się w skoku o tyczce.

## Osiągnięcia
- wielokrotna mistrzyni kraju

## Rekordy życiowe
- skok o tyczce - 2,45 (2000) rekord Madagaskaru[1]